# 警察署長・たそがれ正治郎
『警察署長・たそがれ正治郎』（けいさつしょちょう たそがれせいじろう）は、2005年から2007年までテレビ東京・BSジャパン共同制作「水曜ミステリー9」で放送されたテレビドラマシリーズ。全4回。原作・原案は松田美智子。主演は片岡鶴太郎。

## キャスト

### 警視庁東日本橋警察署
久米正治郎
演 - 片岡鶴太郎
階級は警視。警視庁総務部より東日本橋署の署長として赴任。赴任理由は、彼と同期であった前署長の奈良が急死したため。赴任当時は警察OBが役員を務める警備会社に総務次長として内定していたのを自ら辞退している（第4作では同じ会社の総務部長としての打診を受けている）。
永年勤続31年（第1作当時）の警察官としての職歴は事務歴が長く、捜査の第一線をあまり知らない。その事務歴は、犯罪手口のデータベース作りなどであるため、データ重視の一面がある。過去には警察学校の教官をしたことがある。
第3作で、署長官舎から署の合同官舎（東日本橋合同官舎）へ移り住む。母方の祖父が昔、浅草で蕎麦屋をしていた事から、子供の頃から見様見真似で身に付いた蕎麦作りの技術はプロ級。荒川区立汐入中学校に在学中の頃、父を亡くし、母と杉並に引っ越している（第4作）。
秋元純雄
演 - 畑山隆則
刑事課刑事。階級は巡査。
夏目泉
演 - 阿知波悟美（第1作 - 第3作）
刑事課刑事。階級は巡査部長。赴任当初の正治郎の教育係となる。警備課、交通課、地域課、生活安全課、交通課に在籍した経緯もあり、所轄署業務に精通している。
高木
演 - 菅田俊（第1作 - 第3作）
刑事課長。妻、子供がいる。
北村加奈子
演 - 嘉門洋子
地域課（第1作） → 刑事課鑑識係（第2作 - ）。階級は巡査。
鈴川
演 - 鶴田忍
副署長。署員から「ニコニコえん魔」と呼ばれている（理由は、ニコニコしていながら目が笑っていないため）。何も知らない正治郎を一人前の署長にして、本庁に認めてもらおうと思っている。第4作では同級生が絡んだ殺人事件の為に謹慎処分となった正治郎に代わって署長代理を務める。

### 警視庁捜査一課
山科
演 - 西岡徳馬（第1作・第2作）
捜査一課長。階級は警視正。正治郎の警察学校の同期生。
権藤
演 - 伊藤洋三郎（第3作）
管理官。階級は警視。殺人捜査を専従して15年。あだ名は「カラヤン」と言われるくらい、オーケストラの指揮者のような捜査スタイルを持つ。捜査指揮への絶対的な自信からか、横から口出される事を非常に嫌う。そのため、正治郎を捜査のメンバーから外してしまう。

### その他
久米登美江
演 - 床嶋佳子
正治郎の妻。夫の危機でも冷静なところがある。第3作での合同官舎への引越しには、当初不安であったが、第3作のラストでは、千代子から婦人会長・防犯会長の座を引き継ぐ。第4作では、引きこもりの若者の話し相手というボランティア活動も始めている。
鈴川千代子
演 - 重田千穂子（第3作）
副署長の妻。東日本橋合同官舎の婦人会長、防犯会長を務める。副署長いわく「人間防犯カメラ」。副署長は「ちぃちゃん」と呼ぶ。まじめで口うるさい性格らしく、合同官舎の説明には3時間を要す。しかし、その理由は、娘が海外留学させたことが影響している様子。第3作では、ラストで妊娠が判明する。

### ゲスト
第1作「隅田川不連続殺人」（2005年）
- 栗村洋子（朝江の姪・朝江の家事手伝い） - 宝生舞
- 吉村光生（郵便局員） - 松田洋治
- 畑（警視庁捜査一課 管理官） - 小木茂光
- 孝麿（警視庁人事一課長・警視正） - 菊池隆則
- 加藤千鶴（老人福祉施設従業員） - 西初恵
- 土屋弘義（朝江の甥・洋子の従兄弟） - 小野寺丈
- 田沢愛（警視庁東日本橋警察署地域課） - 中武佳奈子
- 松江（そば屋「風楽」女将） - 早瀬久美
- 石野朝江（資産家の老婦人） - 市川千恵子
- 永井スミ子（朝江の友人） - 恩田恵美子
- 吉崎（警視庁東日本橋警察署地域課） - 安田良子
- たい焼き屋「柳家」女将 - 川島朋子
- 小梅（豆腐屋の女将） - 武下公美
- 婦人警官 - 宴堂裕子
- 村田貴輝

第2作「隅田川殺意の連鎖」（2006年）
- 毛利佳寿（主婦） - 国分佐智子
- 毛利左喜（祥介の母） - 浅利香津代
- 佐竹史郎（弁護士） - 上島竜兵
- 毛利祥介（佳寿の夫・元蕎麦屋店主） - 寺門ジモン
- 樽見（警視庁捜査一課 理事官・警視） - 冨家規政
- 婦警 - 山崎玲子、磯部さちよ
- 刈谷桃代（年金組合元職員） - 森下友香
- 高水玲子（年金組合元職員） - 鳥居しのぶ
- 大辻雅夫 - 大橋てつじ
- 本庁捜査一課 刑事A - 三浦秀斗
- 本庁刑事 - 上谷健一
- 鈴木健介、賀川黒之助、加島潤、小井塚登、武えり、三上瓔子、由起艶子、上村依子、山梨佳枝、高橋英司、麻生甫、杉山華子

第3作「隅田川殺人模様」（2006年）
- 広瀬弓子（大辻の娘・中学校教師） - 川上麻衣子
- 広瀬健介（弓子の夫・水族館職員） - 朝倉伸二
- 菊川治美（看護師） - 松永玲子
- 高木（高木の妻） - 曽我部あきよ
- 広瀬誠一郎 - 神谷涼太
- 南礼子 - 阿美朝子
- 大辻茂男（警視庁東日本橋警察署 元刑事） - 谷啓

第4作「同窓会殺人事件」（2007年）
- 番頭 - 笹野高史
- 瀬古正人（警視庁警務部人事第一課長・警視・正治郎に謹慎処分を言い渡す） - 酒井敏也
- 三塚珠子（正治郎の中学時代の同級生） - 大島蓉子
- 塩川和枝 - 長曽我部蓉子
- 小杉文明（警視庁刑事部長・警視長・ノンキャリア） - 清水綋治
- 後藤辰雄（正治郎の中学時代の同級生） - 片岡弘貴
- 平伝助（正治郎の中学時代の同級生） - 三波豊和
- 沖田尚道 - 内山森彦
- 海老沢弘（正治郎の中学時代の同級生） - 春田純一
- 葛原（警視庁捜査一課 管理官・警視） - 長岡尚彦
- 三田しのぶ - 山崎玲子
- 野間マツ - 戸村美智子
- 中尾タケ - ふくまつみ
- 吉村美佐（正治郎の中学時代の同級生で初恋相手） - 坂口良子

## スタッフ
- 原作・原案 - 松田美智子
- 脚本 - 渡辺善則
- 監督 - 瀬川昌治（#1）、奥村正彦（#2・4）、油谷誠至（#3）
- 音楽 - 村山竜二
- 製作 - テレビ東京、BSジャパン、日本映像

## 放送日程
| 話数 | 放送日         | サブタイトル     | 原作                                              | 監督     |
| ---- | -------------- | ---------------- | ------------------------------------------------- | -------- |
| 1    | 2005年07月06日 | 隅田川不連続殺人 | 松田美智子『絶体絶命』（幻冬舎文庫）              | 瀬川昌治 |
| 2    | 2006年03月15日 | 隅田川殺意の連鎖 | 松田美智子『華やかな喪装―駒沢署別働班』（祥伝社） | 奥村正彦 |
| 3    | 11月29日       | 隅田川殺人模様   |                                                   | 油谷誠至 |
| 4    | 2007年08月15日 | 同窓会殺人事件   |                                                   | 奥村正彦 |

## その他
- 山陰放送では第3作を2007年2月9日に、第4作を2007年10月10日の15：00 - 16：50の「BSSアフタヌーンスペシャル」放送枠で初放送している。